# Cratichneumon rubricoides
Cratichneumon rubricoides är en stekelart som beskrevs av Heinrich 1961. Cratichneumon rubricoides ingår i släktet Cratichneumon och familjen brokparasitsteklar. Inga underarter finns listade i Catalogue of Life.